# Иван Антонов (журналист)
 Тази статия е за журналиста от Република Македония.  За българския революционер и духовник вижте Иван Антонов.  
Иван Антонов (на македонска литературна норма: Иван Антонов) е говорител, доайен на радиото и телевизията в Социалистическа република Македония.

## Биография
Роден е на 1 май 1924 година в гевгелийското село Хума. В 1947 година започва да работи в Радио Скопие. Гласът му и ораторският му талант са характерен белег първо в радиото, а след това и в Македонската телевизия. Умира в 1983 година в Скопие. За работата си е отличен с Орден на труда със сребърен венец.